# Deep Impact (film)
Pour les articles homonymes, voir Deep Impact.
Pour plus de détails, voir Fiche technique et Distribution.
Deep Impact, ou L'impact au Québec, est un film américain réalisé par Mimi Leder, sorti en 1998.

## Synopsis
La nuit du 10 mai 1998, à Richmond en Virginie, un club scolaire d'astronomie observe le ciel. Leo Biederman (Elijah Wood), un adolescent, remarque un objet lumineux qu'il ne reconnaît pas. Sa camarade Sarah (Leelee Sobieski) se moque de lui et affirme qu'il ne s'agit que de Megrez, une simple étoile. Leur professeur, ne parvenant pas à l'identifier non plus, demande à l'adolescent de prendre un cliché et le transmet à l'observatoire astronomique. Le docteur Marcus Wolf, analyse par ordinateur la photo et découvre que l'objet est une nouvelle comète. Rapidement, il panique quand les calculs de la trajectoire de cette comète lui révèlent qu'elle se dirige droit sur la Terre. Voulant donner l'alerte, il quitte précipitamment le bâtiment à bord de son véhicule. Conduisant de manière très imprudente sur l'étroite route sinueuse menant à l'observatoire, son véhicule quitte la route en voulant éviter un camion, s'écrase dans un ravin et explose, causant ainsi la mort de Wolf.
Un an plus tard, la journaliste Jenny Lerner (Téa Leoni), qui enquête sur le secrétaire du trésor Alan Rittenhouse (James Cromwell), pense être sur la piste d'une affaire de mœurs en découvrant le secret entourant une certaine « Ellie », qu'elle soupçonne être une maîtresse. Elle s'aperçoit qu'elle est surveillée. Le président des États-Unis Beck (Morgan Freeman) lui demande personnellement, dans un bref entretien, d'attendre pour révéler ce qu'elle a découvert au sujet d'« E.L.E. ». En faisant des recherches sur internet, la journaliste réalise son erreur et découvre qu'« E.L.E. » signifie Extinction-Level Event (extinction massive des espèces vivantes).
Le président Beck est contraint d'avancer l'annonce de la découverte de la comète Wolf-Biederman (du nom des deux découvreurs) et de reconnaître publiquement qu'elle est en mesure de détruire la vie sur Terre. Le président annonce que, pour l'en empêcher, la mission spatiale Messie a été mise en place conjointement avec la Russie dans le but de dévier la comète de sa trajectoire. Il s'agira pour l'équipe russo-américaine d'astronautes de se rendre sur la comète avec le Messie, de forer l'astre et d'y déposer des charges nucléaires afin de la faire sauter de l'intérieur.
Spurgeon Tanner (Robert Duvall), le dernier homme à être allé sur la Lune, est recruté pour apporter son aide à cette mission, mais celle-ci n'atteint pas son objectif : au lieu de détruire la comète, les armes nucléaires n'ont fait que couper la comète en deux; le corps principal de 10 kilomètres, appelé "Wolf", qui continue sa trajectoire comme prévu, et un fragment de deux kilomètres et demi, appelée "Biederman", qui s'est séparé et qui va frapper également la Terre. En outre, l'équipage a perdu tout contact avec la Terre.
Le président annonce alors qu'un gigantesque refuge a été créé dans le Missouri et qu'un million de personnes soigneusement sélectionnées pourront s'y abriter pendant les deux années nécessaires à ce que le nuage de poussière s'estompe. Il instaure la loi martiale et conseille à la population de fuir la Côte est des États-Unis car le fragment de la comète va frapper l'Atlantique et provoquer un gigantesque tsunami. Il reste toutefois une dernière chance : des missiles nucléaires vont être tirés pour tenter de détruire la comète.
Leo Biederman et sa famille font partie des élus pour le refuge. Pour sauver Sarah, il l'épouse avec le consentement de leurs parents. Il demande que la famille de son épouse fasse également partie des élus. Mais au moment de partir, la famille de Sarah n'est toujours pas inscrite sur la liste et Sarah, refusant de quitter ses parents, reste en leur compagnie.
Arrivé au refuge, Leo abandonne sa famille et décide de retourner chercher Sarah. Celle-ci est partie avec sa famille pour tenter de trouver refuge dans les montagnes. Leo s'empare de la moto de son beau-père et part à leur recherche.
Pendant ce temps, le président annonce que les missiles nucléaires n'ont réussi ni à détruire,ni à dévier la comète, et que la fin du monde approche. Sachant le voyage sans retour, Tanner et son équipe décident de se sacrifier en allant jeter le Messie dans le cratère sur la comète principale, fragilisée par l'explosion initiale. Grâce à quoi, elle s'éparpille en de multiples fragments qui se consument dans le ciel.
L'opération est une réussite mais n'a pu empêcher le premier fragment d'atteindre la Terre. Le tsunami annoncé ravage les côtes de l'océan Atlantique et l'eau s'engouffre dans les terres, dévastant tout sur son passage dont la ville de New York. Jenny Lerner et son père se réconcilient sur une plage des côtes atlantiques puis meurent, balayés par la vague. De son côté, Leo retrouve Sarah à temps alors qu'elle était coincée avec sa famille dans le flot de circulation qui fuit la ville. Ils évitent la vague de justesse en se réfugiant sur les hauteurs à l'aide de la moto. Les parents de la jeune femme sont également emportés par le tsunami.

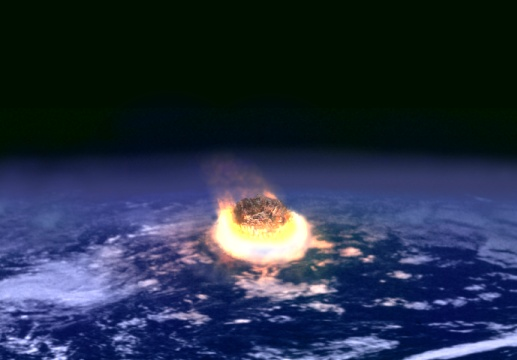
Vue d'artiste d'un impact cosmique.

Dans un discours rassembleur, le président des États-Unis s'adresse à la nation.

## Fiche technique
- Titre : Deep Impact
- Titre québécois : L'impact
- Réalisation : Mimi Leder
- Scénario : Bruce Joel Rubin et Michael Tolkin
- Musique : James Horner
- Photographie : Dietrich Lohmann
- Montage : Paul Cichocki et David Rosenbloom
- Décors : Leslie Dilley
- Costumes : Ruth Myers
- Société d'effets visuels : Industrial Light & Magic
- Production : Joan Bradshaw, David Brown, Walter F. Parkes, Steven Spielberg et Richard D. Zanuck
- Sociétés de production : DreamWorks SKG et Paramount Pictures
- Sociétés de distribution : Paramount Pictures (Amérique du Nord) ; DreamWorks SKG (international)
- Budget : 75 millions de dollars (56,9 millions d'euros)
- Pays de production :  États-Unis
- Langue originale : anglais
- Format : couleurs - 2,35:1 - DTS / Dolby Digital / SDDS - 35 mm
- Genre : catastrophe, science-fiction
- Durée : 120 minutes
- Dates de sortie :
  - Mexique : 7 mai 1998 (première mondiale)
  - États-Unis et Canada : 8 mai 1998
  - Belgique, France et Suisse romande : 27 mai 1998

## Distribution
- Téa Leoni (VF : Micky Sébastian) : Jenny Lerner
- Robert Duvall (VF : Jean Lescot) : capitaine Spurgeon « Lou » Tanner
- Elijah Wood (VF : Charles Pestel) : Leo Biederman
- Morgan Freeman (VF : Benoît Allemane) : Beck, le président des États-Unis
- Maximilian Schell (VF : Claude Giraud) : Jason Lerner, le père de Jenny
- Richard Schiff (VF : Philippe Peythieu) : Don Biederman, le père de Leo
- Laura Innes (VF : Dominique Chauby) : Beth Stanley
- Leelee Sobieski (VF : Alexandra Garijo) : Sarah Hotchner
- Mary McCormack (VF : Julie Dumas) : Andrea Baker
- Ron Eldard (VF : Daniel Lafourcade) : commandant Oren Monash
- Blair Underwood (VF : Serge Faliu) : Mark Simon
- Vanessa Redgrave : Robin Lerner, la mère de Jenny
- James Cromwell (VF : Jean-Pierre Moulin) : Alan Rittenhouse, le secrétaire du trésor
- Jon Favreau (VF : Philippe Vincent) : médecin-major Gus Partenza
- Dougray Scott : Eric Vennekor
- Kurtwood Smith (VF : Joseph Falcucci) : Mitch
- Gary Werntz (VF : Jean-Luc Kayser) : Chuck Hotchner, le père de Sarah
- Denise Crosby : Vicky Hotchner, la mère de Sarah
- Betsy Brantley : Ellen Biederman, la mère de Leo
- Aleksandr Baluev : colonel Michail Tulchinsky
- O'Neal Compton (VF : Jean-Claude Sachot) : Morgan Entrekin
- Charles Martin Smith (VF : Gilbert Levy) : Dr. Marcus Wolf
- Joseph Urla (VF : Guillaume Orsat) : Ira Mostakel
- Una Damon (en) : Marianne Duclos
- Mark Moses (VF : Georges Caudron): Tim Urbanski
- Rya Kihlstedt (VF : Ivana Coppola) : Chloe, la nouvelle épouse de Jason Lerner
- Derek de Lint : Theo Van Sertema
- Charles Dumas : Jeff Worth
- Suzy Nakamura : assistante de Jenny
- Alimi Ballard : Bobby Rhue
- W. Earl Brown : McCloud
- Katie Hagan (VF : Kelly Marot) : Janine Biederman
- Jason Dohring : Jason Thurman
- Hannah Werntz : Holly Rittenhouse
- Tucker Smallwood : Ivan Brodsky
- Merrin Dungey : Sheila Bradley
- Kimberly Huie : Wendy Mogel
- Francis X. McCarthy (en) : général Scott
- Ellen Bry : Stofsky
- Concetta Tomei : Patricia Ruiz
- Mike O'Malley : Mike Perry
- Gerry Griffin : officiel de la NASA
- Charlie Hartsock : David Baker
- Jennifer Jostyn (VF : Hélène Chanson) : Mariette Monash
- Don Handfield : Dwight Tanner, l'un des fils de Spurgeon
- Jason Frasca : Steve Tannerr, l'un des fils de Spurgeon
- Stephanie Patton : Brittany Baker
- Cornelius Lewis : le sergent dans le bus
- Bruce Weitz (VF : Hervé Jolly) : Stuart Caley
- Caitlin Fein et Amanda Fein : Caitlin Stanley

## Bande originale
Sauf indication contraire, les informations mentionnées dans cette section peuvent être confirmées par le générique de fin de l'œuvre audiovisuelle présentée ici, ainsi que par la base de données cinématographiques IMDb,  présente dans la section « Liens externes ».
- La Bohème de Giacomo Puccini.
- The Hole (en) par Randy Travis de 1998.
- Fly Me to the Moon (In Other Words) par Tom Jones.
- It Must Be Angel Day par Larry Dean & the Shooters.

Musiques non mentionnées dans le générique, composées par James Horner
- A Distant Discovery, durée : 3 min 57 s.
- Crucial Rendezvous, durée : 3 min 58 s.
- Our Best Hope, durée : 13 min 24 s.
- The Comet's Sunrise, durée : 5 min 5 s.
- A National Lottery, durée : 8 min 25 s.
- The Wedding, durée : 4 min.
- The Long Return Home, durée : 4 min 43 s.
- Sad News, durée : 3 min 46 s.
- Leo's Decision, durée : 3 min 8 s.
- The President's Speech, durée : 4 min 29 s.
- Drawing Straws, durée : 10 min 41 s.
- Goodbye and Godspeed, durée : 11 min 34 s.

## Accueil

### Accueil critique
Sur l'agrégateur américain Rotten Tomatoes, le film récolte 45 % d'opinions favorables pour 86 critiques. Sur Metacritic, il obtient une note moyenne de 40⁄100 pour 20 critiques.

## Distinctions

### Récompenses
- YoungStar Awards 1998 : meilleure performance dans un film dramatique par un jeune acteur pour Elijah Wood
- Image Awards 1999 : meilleur second rôle masculin pour Morgan Freeman

### Nominations
- Prix de l'Académie des films de science-fiction, fantastique et horreur 1999 : meilleur film de science-fiction
- Blockbuster Entertainment Awards 1999 : meilleur acteur dans un film de science-fiction pour Robert Duvall et Morgan Freeman, meilleure actrice dans un film de science-fiction pour Téa Leoni, meilleur second rôle masculin dans un film de science-fiction pour Elijah Wood et meilleur second rôle féminin dans un film d'action pour Vanessa Redgrave

## Analyse

### Référence à d'autres œuvres
- Lorsque Marcus Wolf (Charles Martin Smith) découvre la comète, il est seul et en train de manger une pizza, comme Mark Shermin lorsqu'il apprend l'atterrissage du vaisseau extraterrestre dans le film Starman de 1984, personnage joué par le même acteur.

## Autour du film
- La même année, en 1998, sort le film Armageddon avec une histoire similaire (un astéroïde se dirigeant tout droit vers la terre). Il fallut d'ailleurs modifier une partie du discours du Président (Morgan Freeman) dans lequel il disait : « Life will go on, we will prevail. This is not Armageddon »[Note 1]. Dans sa trame, Deep Impact se différencie également d'Armageddon. Hormis pour la scène finale, le point de vue intimiste des différents protagonistes est privilégié au spectaculaire et aux effets spéciaux. La partie « sauvetage » et intervention sur la comète occupe finalement peu de temps, la réalisatrice se concentrant plus sur les conséquences humaines et sociales de la catastrophe.
- Lorsque Marcus Wolf envoie un courriel à propos de la comète, on peut voir les messages dans sa boîte électronique. L'un d'eux vient de « cshoemaker arizona.unv », faisant référence à Carolyn et Eugene M. Shoemaker, des spécialistes des comètes qui ont été engagés comme conseillers pour le film.
- Après la découverte de la comète, l'un des astronomes meurt dans un accident de voiture. C'est une référence directe à l'accident qui coûta la vie à Eugene Shoemaker le 18 juillet 1997 en Australie.
- L'un des membres de la NASA dans le film n'est autre que Gerry Griffin, qui est un ancien directeur de vol de la NASA. Il dirigea la mission Apollo 12 et devint ensuite directeur du Centre Spatial Johnson à Houston.
- Le cockpit du vaisseau spatial Orion ressemble à l'avant d'une navette spatiale américaine, tandis que ses boosters arrière ressemblent à ceux prévus pour la navette spatiale soviétique Bourane. Sans doute dû au fait que son équipage est composé d'Américains et de Russes.